# Portada/article gener 25

## Fossa de les cavernes
El fossa de les cavernes (Cryptoprocta spelea), conegut igualment com a fossa gegant, és una espècie de carnívor extint de Madagascar que pertany a la família dels euplèrids. Aquesta família té les mangostes com a parent més proper i inclou tots els carnívors malgaixos. Fou descrit per primera vegada el 1902 i el 1935 fou reconegut com a espècie diferent del seu parent més proper, el fossa (Cryptoprocta ferox), encara vivent avui en dia. El fossa de les cavernes era més gros que l'actual, però altrament eren bastant similars. No se sap quan ni per què desaparegué la forma més grossa.